# Смит, Татьяна
Татьяна Смит (англ. Tatjana Smith; в девичестве — Скунмакер (англ. Schoenmaker), род. 9 июля 1997, Йоханнесбург) — южноафриканская пловчиха, специализирующаяся в брассе. Двукратная олимпийская чемпионка, чемпионка мира 2023 года, трёхкратная чемпионка Игр Содружества. Рекордсменка мира в плавании брассом на 200 метров с 30 июля 2021 года.

## Карьера
Первых успехов южноафриканская пловчиха достигла в 2015 году, когда она выиграла все три дистанции брассом на чемпионате страны. Однако показанные результаты не позволили Татьяне квалифицироваться на чемпионат мира в Казани, так как она не уложилась в отборочные нормативы. Через год Скунмакер также не справилась с задачей попадания на Олимпийские игры в Рио-де-Жанейро, несмотря на победы на национальных стартах.
В течение следующего олимпийского цикла Татьяна стала одной из главных звёзд южноафриканского женского плавания: первым громким успехом на международном уровне является серебряная медаль Универсиады на дистанции 200 м брассом, где она уступила только действующей на тот момент чемпионке мира японке Канако Ватанабэ. В следующем сезоне представительнице ЮАР удалось закрепить свои позиции, выиграв две золотые медали на Играх Содружества и обновив рекорды континента на дистанциях 100 и 200 м брассом.
В 2019 году 22-летняя южноафриканка достигла впечатляющих результатов на Всемирных студенческих играх, став первой на своих коронных дистанциях. На чемпионате мира в Кванджу Скунмакер удалось проявить себя: на стометровке 22-летняя пловчиха приняла участие в финальном заплыве, где заняла шестое место. На дистанции вдвое длиннее Татьяна выступила триумфально: в полуфинале она установила новый рекорд Африки (2.21,79), а финале заняла второе место, уступив титулованной россиянке Юлии Ефимовой, и принесла ЮАР первую в истории медаль в женском брассе на чемпионатах мира в 50-метровых бассейнах.
На перенесённых из-за пандемии коронавируса с 2020 на 2021 год Летних Олимпийских играх 27 июля 2021 года стала второй в заплыве 100 метров брассом. В финале она уступила 17-летней американке Лидии Джейкоби, но опередила другую спортсменку из США Лилли Кинг, бывшую до того момента олимпийскую чемпионку. 30 июля в финальном заплыве на 200 метров она стала олимпийской чемпионкой и установила мировой рекорд, опередив двух американских пловчих Лилли Кинг и Энни Лейзор.
В ноябре 2023 года вышла замуж за Джоэла Смита и стала выступать под новой фамилией.